# June Björk
June Björk (* 26. Januar 2005) ist eine schwedische Tennisspielerin.

## Karriere
Björk spielt bislang fast ausschließlich auf Turnieren der ITF Women’s World Tennis Tour, bei der sie bislang einen Titel im Doppel gewinnen konnte.
Ihr erstes ITF-Turnier spielte sie im Mai 2022, konnte aber im Einzel bisher nicht über die dritte Runde Hauptfeld hinauskommen. Im Doppel erreichte sie bislang ein Finale und zwei Halbfinals und wird im Augenblick (Stand April 2023) mit Position 680 an Nummer acht der erfolgreichsten schwedischen Doppelspielerinnen auf der WTA Tour in der Doppelweltrangliste geführt, wo ihr höchstes Ranking bislang 663 war.
Ihren ersten Titel im Doppel gewann sie im August 2025 an der Seite von Emma Kamper beim ITF-Turnier in Hämeenlinna.

## Turniersiege

### Doppel
| Nr. | Datum          | Turnier     | Kategorie | Belag | Partnerin   | Finalgegnerinnen              | Ergebnis |
| --- | -------------- | ----------- | --------- | ----- | ----------- | ----------------------------- | -------- |
| 1.  | 9. August 2025 | Hämeenlinna | ITF W15   | Sand  | Emma Kamper | Ella Haavisto Stella Remander | 6:2, 6:2 |